# Claudia's Showboot
Claudia's Showboot was een Nederlands televisiepraatprogramma van de VARA dat vanaf zaterdag 12 augustus 2006 vier keer is uitgezonden. De presentatie werd gedaan vanaf een boot door 'kapitein' Claudia de Breij, ondersteund door een crew bestaande uit een band met Jamai Loman in het achtergrondkoor, dansende matrozen en barman Edgar Burgos (zanger van Trafassi). Het programma kreeg geen vervolg. In september 2007 krijgt de Breij een andere personalityshow. In een interview met Goedemorgen Nederland in mei 2007 vertelde ze dat de showboot niet precies was wat ze bedoeld had. Ze vond de showboot iets te 'zoet'.  Haar nieuwe programma wordt naar eigen zeggen rauwer.